# Lovns Halvøen
Lovns Halvøen er en halvø i Limfjorden i den sydvestlige ende af Vesthimmerlands Kommune. Den grænser mod vest til Hvalpsund, mod syd og øst til Louns Bredning og mod nord og nordøst til Himmerland. Ud til Hvalpsund ligger byen Hvalpsund med færgeforbindelse til Sundsøre på halvøen Salling. Øst for Hvalpsund ligger Louns Sø og landsbyen Lovns. Syd for Hvalpsund, og cirka midt må halvøen ligger hovedgården Hessel. 

## Landskabet
Landskabet er præget af store morænebakker, afgrænset af stedvis stejle skrænter mod Limfjorden. Bakkerne er gennemskåret af kløfter, som er dannet ved erosion, og nogle steder er dalsiderne dækket af egekrat. Lovns Sø var oprindelig en fjordarm, der blev afsnøret af strandvolde. Den blev afvandet i 1925, men genoprettet i 1996. Resten af halvøen er dækket af en del småskove og opdyrkede arealer.
Klinten ved Melbjerg Hoved holdes åben af havet, så man kan se de geologiske lag, der fortæller om halvøens opbygning. Den nederste del af klinten er domineret af gråligt, fedt moræneler med spredte sten, men her ses også lagdelt ler og fint sand. Omtrent 10 meter oppe i klinten findes et lag med store sten. Over denne grænse og til klintens top er de næsten vandrette lag brunlige med grove materialer af sand, grus og sten.

## Naturfredning
På den yderste sydlige del af Lovns Halvø er 475 hektar, som består af både private og offentligt ejede arealer, fredet. Her er anlagt omkring 20 km offentlige, afmærkede stier, som blandt andet fører gennem gamle, uspolerede egekrat, enebærkrat og hede.
Klinten i Melbjerg Hoved, på halvøens sydvestkyst, har flotte profiler af forskellige geologiske tidsaldres aflejringer, og rummer desuden en digesvalekoloni. Plantelivet i skov og krat er usædvanlig frodigt og artsrigt. 
De første fredninger i området blev foretaget allerede i 1935 på grund af hasselkrattene med Småbladet Lind, der måske er oprindelige. I årene 1967-69 blev der afsagt nogle fredningskendelser, som gav offentligheden adgang til området. Disse ældre fredninger blev på Danmarks Naturfredningsforenings initiativ suppleret i 1982.

## Eksterne kilder og henvisninger
1. ↑  Om Fredningen på fredninger.dk

- Om Lovns Sø Arkiveret 20. september 2020 hos  Wayback Machine på vesthimmerland.dk

56°41′0.02″N 9°11′26.97″Ø / 56.6833389°N 9.1908250°Ø